# Станове (Цілинний округ)
Станове́ (рос. Становое) — село у складі Цілинного округу Курганської області, Росія.
Населення — 323 особи (2010, 520 у 2002).
Національний склад станом на 2002 рік:
- росіяни — 95 %